# Dálnice A92 (Německo)
Dálnice A92, německy Bundesautobahn 92 (zkratka BAB 92), zkráceně Autobahn 92 (zkratka A92), je dálnice v Německu ve spolkové zemi Bavorsko. Dálnice celkem měří 134 km a spojuje bavorskou metropoli Mnichov s městem Deggendorf. V úseku mezi mimoúrovňovými křižovatkami Neufahrn a Letiště Mnichov má dálnice tři pruhy, jinak má dálnice dva pruhy a krajnici.
Dálnice v podstatě kopíruje dolní tok řeky Isar, takže prochází okolo měst Freising, Moosburg, Landshut, Dingolfing, Landau, Plattling a Deggendorf. V současné době se jedná o nejdůležitější silniční dopravní spojení mezi Mnichovem a východní částí střední Evropy (Česko, Slovensko, Maďarsko). Po dokončení dálnice A 94 (Mnichov - Pasov) se část dopravní zátěže přesune na tuto dálnici (A 94).

## Historie
První návrhy na vybudování dálnice podél řeky Isar se objevily na konci šedesátých let dvacátého století. Začalo se s prodloužením Bundesstraße 11 a vybudováním obchvatu Wallersdorfu. Do roku 1970 byl dokončen pětikilometrový úsek dálnice okolo Wallersdorfu, tento úsek se nazýval 5-Minuten-Autobahn.
Poslední 21 km dlouhý úsek byl dokončen a otevřen roku 1988.
Původně bylo plánováno prodloužit dálnici za její nynější konec v Mnichově dále na Landshuter Alle, kde by byla napojena na druhý mnichovský okruh A 999. Tento plán však nebyl uskutečněn.

## Zajímavosti
Na šedesátikilometrovém úseku mezi Landshutem a Plattlingem je velmi nízký provoz. A to je také důvod, proč je tento úsek používán na testování svých produktů továrnou BMW v Dingolfingu. Mimo jiné někteří říkají, že kvalita povrchu dálnice je v okolí Dingolfingu vyšší než kdekoli jinde na dálnici.
Na 134kilometrové dálnici se doteď nenachází ani jediná čerpací stanice pohonných hmot.